# ميخائيل تيت
ميخائيل تيت (بالإنجليزية: Michael Tate)‏ هو دبلوماسي وسياسي أسترالي، ولد في 6 يوليو 1945 بسيدني في أستراليا. حزبياً، نشط في حزب العمال الأسترالي.

## مناصب
- انتخب Special Minister of State [الإنجليزية]‏ (16 فبراير 1987 – 24 يوليو 1987).
- انتخب عضو مجلس الشيوخ الأسترالي [الإنجليزية]‏ عن دائرة Tasmania ‏ (1 يوليو 1978 – 5 يوليو 1993).
- انتخب وزير العدل [الإنجليزية]‏ (18 سبتمبر 1987 – 24 مارس 1993).
- انتخب Minister for Justice and Consumer Affairs ‏ (4 أبريل 1990 – 27 مايو 1992).